# Diskobugten
69°22′49.127″N 51°50′0.58560″V / 69.38031306°N 51.8334960000°V
Diskobugten er en bugt på Grønlands midt-vestkyst. Bugten ligger øst for øen Disko, og flere bebyggelser ligger rundt om den, blandt andre Aasiaat/(Egedesminde), Qeqertarsuaq/(Godhavn), Uummannaq/(Umanak) og Ilulissat/(Jakobshavn).